# Slovakiets nationalvåben
Slovakiets nationalvåben består af et rødt skjold med et hvidt dobbelkors (patriarkalkors) som står på en blå stilisert fremstilling af fjeldene Tatra, Fatra og Matra, de højeste topper i fjeldkæden Karpaterne. Våbenet er også at finde på Slovakiets flag.
- Wikimedia Commons har flere filer relateret til Slovakiets nationalvåben

| Artikelstump | Spire Denne artikel om et rigsvåben eller statsvåben er en spire som bør udbygges. Du er velkommen til at hjælpe Wikipedia ved at udvide den. |